# Народный архитектор Украины
Народный архитектор Украины (укр. Народний архітектор України) — государственная награда Украины — почётное звание, присваиваемое Президентом Украины согласно Закону Украины «О государственных наградах Украины».

## Положение о почётном звании
В соответствии с Положением о почётных званиях Украины, почётное звание «Народный архитектор Украины» присваивается архитекторам и реставраторам памятников архитектуры за выдающиеся заслуги в развитии архитектуры и градостроительства.
Почётное звание «Народный архитектор Украины» является высшей степенью соответствующего почётного звания «Заслуженный архитектор Украины» и присваивается, как правило, не ранее чем через 10 лет после присвоения звания заслуженного архитектора.
Лица, представляемые к присвоению почётного звания «Народный архитектор Украины», «Заслуженный архитектор Украины», должны иметь высшее образование на уровне специалиста или магистра.
При представлении к присвоению почётного звания «Народный архитектор Украины», «Заслуженный архитектор Украины», к представлению и наградному листу представляемого к присвоению почётного звания прилагается список основных работ в области архитектуры.
Присвоение почётного звания производится указом Президента Украины. Почётное звание может быть присвоено гражданам Украины, иностранцам и лицам без гражданства.
Присвоение почётного звания посмертно не производится.

## Описание нагрудного знака
- Нагрудный знак к почётному званию «Народный архитектор Украины» аналогичен нагрудным знакам других почётных званий Украины категории «народный».
- Нагрудный знак изготавливаются из позолоченного серебра и содержат под названием почётного звания изображение пальмовой ветви.
- Нагрудный знак имеет форму овального венка, образованного двумя ветвями лавровых листьев. Концы ветвей внизу обвиты лентой. В середине венка помещен фигурный картуш с надписью «Народний архітектор». Картуш венчает малый Государственный Герб Украины.
- Лицевая сторона нагрудного знака выпуклая. Все изображения и надписи рельефные.
- На оборотной стороне нагрудного знака — застежка для прикрепления к одежде.
- Размер нагрудного знака: ширина — 35 мм, длина — 45 мм.

## Награждённые

### 1995 год
1. Виг, Янош Яношевич[источник не указан 4820 дней]

### 1996 год
1. 20 мая 1996 — Могитич, Иван Романович — директор института «Укрзападпроектрестраврация», г. Львов; работник корпорации «Укрреставрация»[2]

### 1997 год
1. 5 марта 1997 — Маринченко, Евгения Александровна — заслуженный архитектор Украины, г. Киев[3]

### 1998 год
1. 29 июня 1998 — Шпара, Игорь Петрович — президент Союза архитекторов Украины, профессор Украинской академии искусств[4]
2. 29 июня 1998 — Штолько Валентин Григорьевич — президент Украинской академии архитектуры, главный архитектор института «Киев ЗНДИЭП», доктор архитектуры[4]

### 1999 год
1. 28 мая 1999 — Ежов, Валентин Иванович  — заведующий кафедрой Киевского национального университета строительства и архитектуры, доктор архитектуры; работник предприятий, учреждений и организаций города Киева[5]
2. 29 июня 1999 — Жариков, Николай Леонидович — руководитель творческой архитектурной мастерской при Союзе архитекторов Украины, г. Киев[6]
3. 29 июня 1999 — Урусов, Георгий Александрович — учёный секретарь Комитета по Государственной премии Украины в области архитектуры, г. Киев[6]

### 2004 год
1. 1 июля 2004 — Жежерин, Вадим Борисович — руководитель мастерской акционерного общества «Киевпроект», глава Киевской организации Национального союза архитекторов Украины[7]
2. 1 июля 2004 — Исак, Валентин Михайлович — директор дочернего предприятия «Институт «Киевпроект»-5» акционерного общества «Киевпроект»[7]
3. 1 июля 2004 — Худяков, Юрий Фёдорович — вице-президент Национального союза архитекторов Украины[7]
4. 19 августа 2004 — Шкодовский, Юрий Михайлович — начальник управления Харьковской областной государственной администрации; работник предприятий, учреждений и организаций города Харькова[8]

### 2005 год
1. 19 января 2005 — Граужис, Олег Александрович — главный архитектор института «УкрНИИпроектреставрация» - начальник комплексной архитектурно-реставрационной мастерской № 1; работник предприятий, учреждений и организаций города Киева[9]

### 2006 год
1. 20 января 2006 — Белоконь, Юрий Николаевич — директор Украинского государственного научно-исследовательского института проектирования городов «Дипромисто»[10]

### 2007 год
1. 2 марта 2007 — Панченко, Тамара Федотовна — заместитель директора Государственного предприятия «Научно-исследовательский и проектный институт градостроительства», доктор архитектуры, профессор, г. Киев[11]

### 2009 год
1. 16 января 2009 — Глазырин, Владимир Львович — директор общества «Проектная группа», г. Одесса[12]
2. 19 января 2009 — Павленко, Владимир Владимирович — главный архитектор области - начальник управления градостроительства и архитектуры Черниговской областной государственной администрации[13]
3. 4 августа 2009 — Веснин, Владимир Иванович — руководитель частного предприятия «Мастерская Веснина», г. Днепропетровск[14]
4. 4 августа 2009 — Левчук, Николай Антонович — руководитель персональной творческой архитектурной мастерской «Н. Левчук», Г. Киев[14]

### 2011 год
1. 1 декабря 2011 — Дёмин, Николай Мефодьевич — заведующий кафедрой Киевского национального университета строительства и архитектуры[15]

### 2016 год
1. 22 августа 2016 — Дмитренко, Василий Иванович — начальник управления градостроительства и архитектуры Черкасской областной государственной администрации[16]

### 2018 год
1. 1 декабря 2018 — Ярема, Александр Богданович — архитектор, г. Львов[17]

### 2019 год
1. 4 мая 2019 — Слепцов, Олег Семёнович — заведующий кафедрой Киевского национального университета строительства и архитектуры[18]